# VVK/Telstar
VVK/Telstar Vrouwen – holenderski klub piłki nożnej kobiet, mający siedzibę w mieście Velsen, w północno-zachodniej części kraju, występujący w latach 2011–2017 i od sezonu 2022/23 w rozgrywkach Vrouwen Eredivisie, a w latach 2012–2015 w nowo powstałej, transgranicznej lidze Belgii i Holandii (BeNe League).

## Historia
Chronologia nazw:
- 2011: SC Telstar VVNH [Sportclub Telstar Vrouwenvoetbal Noord-Holland]
- 2017: klub rozwiązano
- 18.02.2018: Jong Telstar Vrouwen
- 2022: VVK/Telstar Vrouwen

Kobieca drużyna piłkarska SC Telstar VVNH została założona w Velsen w 2011 roku jako kobieca sekcja klubu SC Telstar. W sezonie 2011/12 drużyna startowała w profesjonalnych rozgrywkach Vrouwen Eredivisie. W debiutowym sezonie zespół zajął trzecie miejsce. W kolejnych dwóch sezonach zespół był trzecim w tabeli. W sezonach 2012/13, 2013/14 i 2014/15 rozgrywana była Women's BeNe League, w której doszło do połączenia belgijskiej First Division i holenderskiej Eredivisie. Drużyna zajmowała kolejno 9, 5 i 6 miejsca. Od sezonu 2015/16 ponownie rozgrywano osobne mistrzostwa Holandii w Vrouwen Eredivisie. Zespół znów zajmował piątą pozycje w kolejnych dwóch sezonach. Od czwartego sezonu klub nawiązał współpracę z RKVV DSS z Haarlemu. Po sezonie 2016/17 kobieca drużyna Telstar przeniosła się do Alkmaar i kontynuowała grę pod nazwą VV Alkmaar.
18 lutego 2018 kobieca drużyna została ponownie zorganizowana, ale był to zespół młodzieżowy i występował w Topklasse jako Jong Telstar Vrouwen. W 2019 roku klub wystąpił o licencję na grę w Vrouwen Eredivisie, ale prośbą została odrzucona przez KNVB. Od sezonu 2020/21 drużyna rywalizowała w rozgrywkach Hoofdklasse. W styczniu 2022 roku ogłoszono, że klub zostanie dopuszczony do Vrouwen Eredivisie od lipca 2022 roku. Po pięciu latach nieobecności w sezonie 2022/23 klub pod nazwą VVK/Telstar Vrouwen startował ponownie w Eredivisie, zajmując 10.miejsce.

## Barwy klubowe, strój, herb, hymn
|  |  |  |

Klub ma barwy biało-niebiesko-czerwone. Piłkarki domowe spotkania zazwyczaj grają w białych koszulkach, białych spodenkach oraz białych getrach.

## Sukcesy

### Trofea międzynarodowe
Do chwili obecnej klub jeszcze nigdy nie zakwalifikował się do rozgrywek europejskich.

### Trofea krajowe
| \| \| Zdobyte trofea w rozgrywkach Holandii (stan na: 31-05-2023) \| |                                                             |      |          |
| Rozgrywki                                                            | Osiągnięcie                                                 | Razy | Sezon(y) |
| Mistrzostwo                                                          | I miejsce                                                   | 0    |          |
| Mistrzostwo                                                          | II miejsce                                                  | 0    |          |
| Mistrzostwo                                                          | III miejsce                                                 | 1    | 2011/12  |
| Puchar                                                               | zdobywca                                                    | 0    |          |
| Puchar                                                               | finalista                                                   | 0    |          |
| Puchar                                                               | półfinalista                                                | 1    | 2014/15  |
| II liga                                                              | I miejsce                                                   | 0    |          |
| II liga                                                              | II miejsce                                                  | 0    |          |
| II liga                                                              | III miejsce                                                 | 0    |          |
| Holandia                                                             | Zdobyte trofea w rozgrywkach Holandii (stan na: 31-05-2023) |      |          |

## Poszczególne sezony

### Rozgrywki międzynarodowe

#### Europejskie puchary
Nie uczestniczył w rozgrywkach europejskich.

### Rozgrywki krajowe
| \| Holandia \| Bilans występów klubu w rozgrywkach piłkarskich Holandii (Stan na 31 maja 2023 r.) \| \| |                                                                                    |        |       |   |   |   |    |    |     |                    |        |        |      |
| Poziom                                                                                                  | Rozgrywki                                                                          | Sezony | Mecze | Z | R | P | B+ | B– | Pkt | Lata               | Awanse | Spadki | Naj. |
| I | Hoofdklasse / Eredivisie                                                           | 7      |       |   |   |   |    |    |     | 2011–2017, od 2022 | 0      | 0      | 3    |
| II | Topklasse                                                                          | 0      |       |   |   |   |    |    |     |                    |        |        |      |
| III | Hoofdklasse                                                                        | 0      |       |   |   |   |    |    |     |                    |        |        |      |
| | Puchar Holandii                                                                    | 7      |       |   |   |   |    |    |     | 2011–2017, od 2022 | 0      | 0      | 1/2  |
| Holandia                                                                                                | Bilans występów klubu w rozgrywkach piłkarskich Holandii (Stan na 31 maja 2023 r.) |        |       |   |   |   |    |    |     |                    |        |        |      |

## Piłkarki, trenerzy, prezydenci i właściciele klubu

### Trenerzy
- 2011–2012:  Hans de Winter
- 2012–2013:  Toon Beijer
- 2013–2017:  Gideon Dijks

...
- od 2022:  Marelle Worm

## Struktura klubu

### Stadion
Drużyna rozgrywa swoje mecze domowe w Velsen na stadionie Telstar, który może pomieścić 3.060 widzów.

## Kibice i rywalizacja z innymi klubami

### Derby
- AZ Alkmaar
- AFC Ajax